# Withania
Withania és un gènere de plantes solanàcies. conté 23 espècies i són plantes natives de parts d'Àfrica del Nord, l'Orient Mitjà, la regió mediterrània i les Illes Canàries.
dues de les espècies, W. somnifera (Ashwagandha) i W. coagulans (Ashutosh booti), són econòmicament significatives i es cultiven per a ús medicinal.

## Etimologia
Withania rep el nom en honor de Henry Witham, un geòleg del segle xix.

## Algunes espècies
- Withania adunensis Vierh.
- Withania coagulans (Dunal) – Ashutosh booti, Indian rennet, panirband, vegetable rennet[2][3]

- Withania frutescens – bufera arbustiva
- Withania riebeckii Schweinf.
- Withania somnifera (L.) Dunal – bufera somnífera, bolletes del Bon Jesús, bufeta que adorm, capseta, morella